# Остендорф, Вернер
Вернер Остендорф (нем. Werner Ostendorff; 15 августа 1903, Кёнигсберг, Восточная Пруссия — 5 мая 1945, Бад-Аусзее, рейхсгау Штирия, Австрия) — немецкий офицер войск СС, группенфюрер СС и генерал-лейтенант войск СС, кавалер Рыцарского креста Железного креста с Дубовыми листьями.

## Биография
Вернер Остендорф родился 15 августа 1903 года в Кёнигсберге. В мае 1919 года вступил добровольцем в батальон «Люк» (Восточная Пруссия). С марта 1920 года работал на различных промышленных предприятиях и 5 ноября 1925 года поступил на службу в армию. 1 августа 1933 года дослужился до обер-лейтенанта в 1-м пехотном полку.
С приходом нацистов к власти вступил в НСДАП (партийный билет № 4 691 488). 1 марта 1934 года перешёл в Германский авиационный почтовый союз. 1 октября 1935 года вступил в СС (служебное удостоверение № 257 146) и был назначен инструктором по тактике в юнкерском училище СС в Бад-Тёльце. С 1 апреля 1938 командир 4-го штурма штандарта СС «Фюрер», с 1 июня 1939 командир зенитного дивизиона СС.
В составе различных частей войск СС сражался в Польской и Французской кампаниях, на Восточном фронте. За отличия в боях под Смоленском 13 сентября 1941 награждён Рыцарским крестом Железного креста. С февраля по июнь 1942 командует боевой группой мотопехотной дивизии СС «Рейх».
С июня 1942 по ноябрь 1943 года начальник штаба 2-го танкового корпуса СС. После того как на Западе в октябре 1943 года была сформирована 17-я моторизованная дивизия СС «Гёц фон Берлихинген», Остендорф 20 октября был назначен её командиром. В июне 1944 года был ранен в боях в районе Карантана, а после выздоровления вновь возглавил дивизию (с перерывом в июне — октябре 1944 года). 15 ноября 1944 года заменён штандартенфюрером Гансом Лингером, а 2 декабря назначен начальником штаба группы армий «Верхний Рейн».
20 января 1945 года назначен командиром 2-й танковой дивизии СС «Рейх», которая переформировывалась и в марте была брошена на Восточный фронт. В боях в Венгрии 9 марта 1945 года тяжело ранен в бою и отправлен в госпиталь в Бад-Аусзее (Австрия), где 5 мая 1945 года умер от последствий ранения. 6 мая 1945 был награждён посмертно Дубовыми листьями к Рыцарскому кресту Железного креста.

## Чины
- Оберштурмфюрер СС (1 октября 1935)
- Гауптштурмфюрер СС (30 января 1938)
- Штурмбаннфюрер СС (1 июня 1939)
- Оберштурмбаннфюрер СС (13 декабря 1940)
- Штандартенфюрер СС (1 марта 1942)
- Оберфюрер СС (20 апреля 1943)
- Бригадефюрер СС и генерал-майор войск СС (20 апреля 1944)
- Группенфюрер СС и генерал-лейтенант войск СС (1 декабря 1944)

## Награды
- Спортивный знак СА
- Кольцо «Мёртвая голова»
- Нагрудный знак пилота
- Медаль «В память 13 марта 1938 года»
- Медаль «В память 1 октября 1938 года»
- Железный крест (1939)
  - 2-й степени (19 мая 1940)
  - 1-й степени (23 июня 1940)
- Медаль «За зимнюю кампанию на Востоке 1941/42»
- Штурмовой пехотный знак в бронзе
- Знак «за ранение» в золоте
- Немецкий крест в золоте (5 июня 1942) — штандартенфюрер СС, командир боевой группы СС «Рейх»
- Рыцарский крест Железного креста с Дубовыми листьями
  - Рыцарский крест (13 сентября 1941) — оберштурмбаннфюрер СС, начальник оперативного отдела мотопехотной дивизии СС «Рейх»
  - Дубовые листья (№ 861) (6 мая 1945) — группенфюрер СС и генерал-лейтенант войск СС, командир 2-й танковой дивизии СС «Рейх»
- Упоминался в Вермахтберихт (29 июля 1944)